# Laubegast
Laubegast är en stadsdel i Dresden i Sachsen, Tyskland.
Byn Laubegast, nämnd första gången 1408, blev 1921 en del av Dresden.
Vid översvämningen av Dresden 2002 blev stadsdelen helt isolerad från Dresden.